# Eurocon 2012
Eurocon 2012, acronim pentru Convenția europeană de science fiction din 2012, va avea loc la Zagreb în  Croația, pentru a doua oară în această țară. Agentul oficial și exclusiv pentru România, desemnat de organizatorii croați (SFera) este Societatea Română de Science Fiction și Fantasy (www.srsff.ro/) : http://www.srsff.ro/stiri/eurocon-2012-zagreb/
•România:  Societatea Română de Science Fiction și Fantasy
•Bulgaria: Khancho Kojouharov
•Cehia:    Peter Pavelko
•Franța:   Eric Picholle
•Irlanda:  James Shileds
•Serbia:   Žarko Miličević
•Slovacia: Peter Pavelko
•Slovenia: Tanja Cvitko
•Ucraina:  Boris Sidiuk